# La alcaldesa de Pastrana
La alcaldesa de Pastrana es una obra de teatro de un acto en verso, escrita por Eduardo Marquina y estrenada en 1911.

## Argumento
La obra recrea la primera juventud de Santa Teresa de Jesús, y su relación con personajes de la época como la Princesa de Éboli y Antonio Pérez.

## Estreno
- Teatro Principal de Valencia el 28 de mayo de 1911.
  - Intérpretes: María Guerrero, Fernando Díaz de Mendoza.